# Salas y Gómez
Salas y Gómez (auch Sala y Gómez, spanisch Isla Salas y Gómez, alter Name: Wareham Rocks, Rapanui: Motu Motiro Hiva) ist eine Insel im Pazifischen Ozean, 391 km östlich der Osterinsel auf 26° 28' südlicher Breite und 105° 22' westlicher Länge gelegen.

## Name und Geschichte
Die Insel erhielt ihren Namen von den spanischen Kapitänen José Salas Valdés, der die Insel am 23. August 1793 sichtete, sowie José Manuel Gómez, der die Insel 1805 näher erforschte; erstmals von Europäern gesichtet wurde sie möglicherweise bereits im Jahre 1687 von dem englischen Freibeuter Edward Davis. In der Sprache der Osterinsel, dem Rapanui, lautet der Name Motu Motiro Hiva. Die unbewohnte Insel gehört seit 1808 zu Chile und wird seit dem 1. März 1966 von der Osterinsel aus verwaltet (bis 1974 Departamento Isla de Pascua, seit 25. Juli 1974 Provincia de Isla de Pascua). 1994 installierte die chilenische Marine ein automatisches Leuchtfeuer sowie ein Tsunami-Warnsystem.

## Geographie

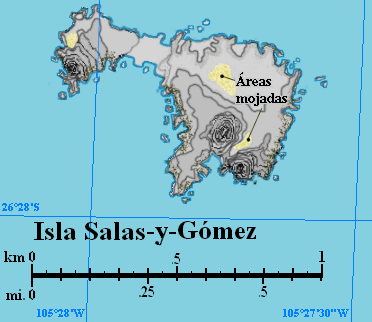
Inselkarte
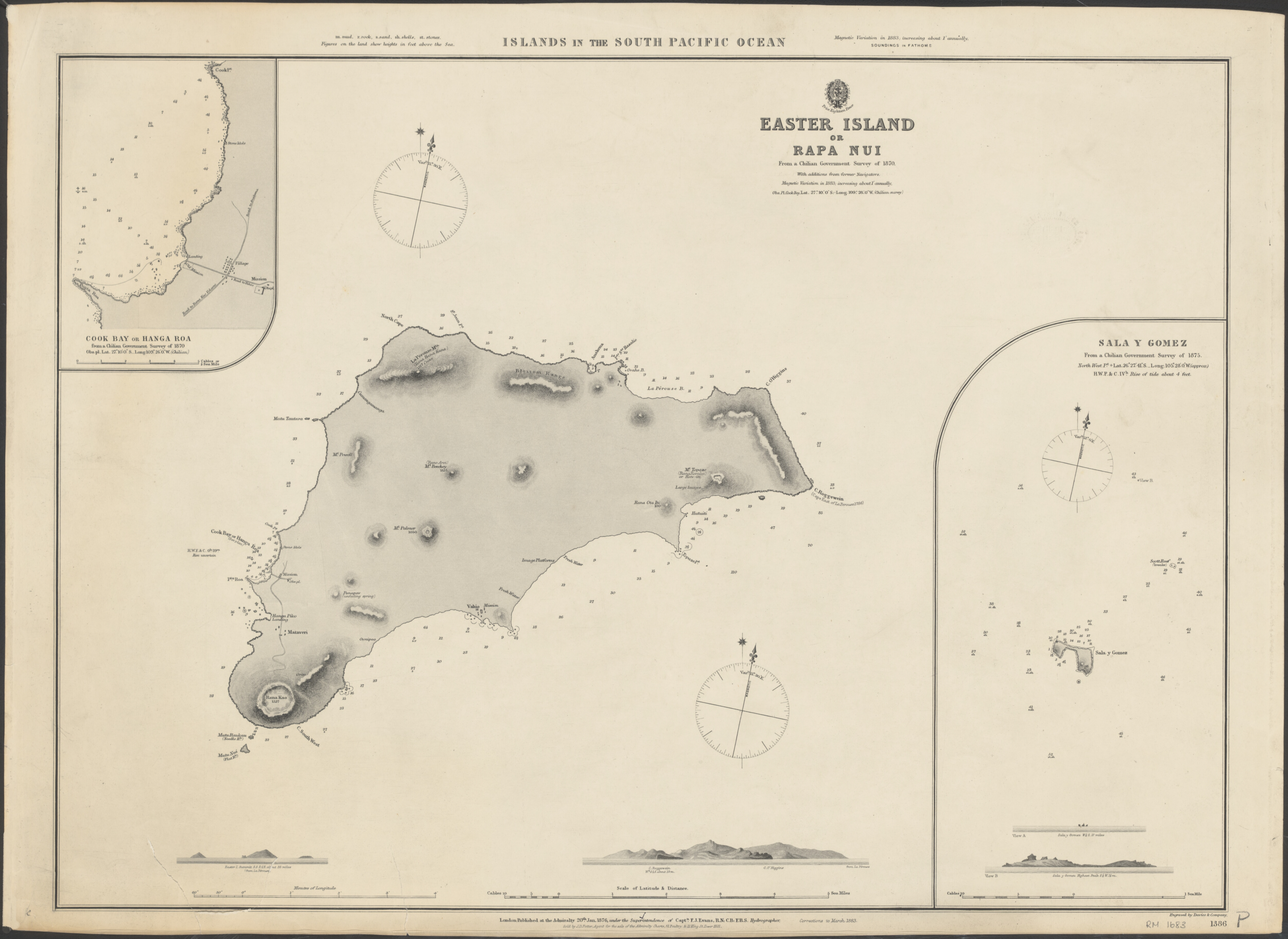
Osterinsel und Salas y Gómez (1870)

Die etwa 3210 km vom chilenischen Festland entfernt gelegene Insel ist vulkanischen Ursprungs und mit weniger als 2 Millionen Jahren relativ jung. Sie ist der Gipfel eines Berges, der sich vom Meeresgrund etwa 3500 m hoch aus dem Salas-y-Gómez-Rücken erhebt. Salas y Gómez besteht aus zwei größeren, nahezu unbewachsenen Felsen, die durch eine schmale Landenge verbunden sind. Die Insel ist 0,15 km² groß, bei einer Länge von 770 m und einer maximalen Breite von 500 m. Es gibt keine Süßwasserquellen, eine etwa 200 m² große Vertiefung auf dem größeren östlichen Felsen enthält jedoch manchmal Süßwasser. Im Süden des östlichen Felsens, weniger als 30 Meter von der Küste entfernt, liegt die mit 30 m höchste Stelle der Insel. Das Anlanden mit Booten gilt als schwierig. Etwa 1,1 km nordöstlich der Insel befindet sich, nur 25 m unter dem Meeresspiegel, mit dem Bajo Scott ein weiterer untermeerischer Gipfel.

## Flora und Fauna
Mit der Osterinsel gehört Salas y Gómez zur Rapa Nui subtropical broadleaf forests ecoregion, obgleich die Insel selbst nicht bewaldet ist. Weil die Insel stark von Salzwasser besprüht wird, wachsen nur an geschützten Stellen vier Arten von Landpflanzen, vor allem Streifenfarne (Asplenium). Die Insel ist ein Brutplatz zahlreicher Seevögel, darunter Weihnachts-Sturmtaucher (Puffinus nativitatis), Bindenfregattvögel (Fregata minor), Maskentölpel (Sula dactylatra), Rußseeschwalben (Onychoprion fuscatus), Noddis (Anous stolidus), Weißkehl-Meerläufer (Nesofregetta fuliginosa), Rotschwanz-Tropikvögel (Phaethon rubricauda), Feenseeschwalben (Gygis alba), Rotfußtölpel (Sula sula) und Graunoddis (Anous albivitta).

## Sonstiges
Bekannt wurde die Insel durch das Gedicht von Adelbert von Chamisso, der sie auf seiner Weltumsegelung passierte. Ebenfalls erwähnt wird die Insel in der ersten Episode von Christoph Ransmayrs Atlas eines ängstlichen Mannes.